# Saint-Martin-en-Haut
Saint-Martin-en-Haut ist eine französische Gemeinde mit 3.917 Einwohnern (Stand: 1. Januar 2022) im Département Rhône in der Region Auvergne-Rhône-Alpes. Saint-Martin-en-Haut gehört administrativ zum Arrondissement Lyon und ist Teil des Kantons Vaugneray (bis 2015: Kanton Saint-Symphorien-sur-Coise). Die Einwohner werden Saint-Martionis oder Fagotiers genannt.

## Geographie
Saint-Martin-en-Haut liegt etwa 23 Kilometer westsüdwestlich von Lyon in den Monts du Lyonnais. Hier entspringt der Garon. 

### Nachbargemeinden
Umgeben wird Saint-Martin-en-Haut von den Nachbargemeinden Montromant im Norden und Nordwesten, Yzeron im Norden und Nordosten, Thurins im Nordosten, Rontalon im Osten, Saint-André-la-Côte im Osten und Südosten, Sainte-Catherine im Südosten, Larajasse im Süden und Südwesten, La Chapelle-sur-Coise im Westen und Südwesten, Duerne im Westen und Nordwesten sowie Montromant im Nordwesten.

## Geschichte
Der Ort wird erstmals als Saint-Martin 984 erwähnt. Sein Name Saint-Martin-en-Haut entsteht während des 17. Jahrhunderts.
| Jahr                       | 1962 | 1968 | 1975 | 1982 | 1990 | 1999 | 2006 | 2012 |
| -------------------------- | ---- | ---- | ---- | ---- | ---- | ---- | ---- | ---- |
| Einwohner                  | 2434 | 2515 | 2538 | 2893 | 3081 | 3429 | 3834 | 3847 |
| Quellen: Cassini und INSEE |      |      |      |      |      |      |      |      |

## Sehenswürdigkeiten
- Kirche, erbaut 1886 bis 1889
- Schloss La Bâtie, im 16. und 18. Jahrhundert erbaut
- Ruinen von Rochefort aus dem 13. Jahrhundert mit Kapelle

## Persönlichkeiten
- Roger Joseph Bourrat (1927–1991), römisch-katholischer Geistlicher und Bischof von Rodez